# Piper schlechtendalianum
Piper schlechtendalianum är en pepparväxtart som beskrevs av C. Dc.. Piper schlechtendalianum ingår i släktet Piper och familjen pepparväxter. Inga underarter finns listade i Catalogue of Life.